# Murda Beatz
Murda Beatz, pseudonimo di Shane Lee Lindstrom (Fort Erie, 11 febbraio 1994), è un produttore discografico, beatmaker e disc jockey canadese.
Ha prodotto singoli di successo come Butterfly Effect del rapper statunitense Travis Scott, Back on Road del rapper Gucci Mane, Nice for What del rapper canadese Drake, Motorsport del trio Migos e Fefe del rapper di origine messicana 6ix9ine. Nel 2019, ha pubblicato il singolo Shopping Spree in collaborazione con Lil Pump e Sheck Wes. Lindstrom per produrre le tracce musicali utilizza il noto software di produzione FL Studio.

## Discografia

### Mixtape
- 2016 – Keep God First
- 2018 – Bless Yo Trap (con Smokepurrp)

## Crediti di produzione

### 2014
Migos - No Label 2
- 02. "Copy Me"
- 06. "Antidote"
- 17. "Body Parts" (feat. Machine Gun Kelly)
- 19. "Emmitt Smith"

Lil Durk - Signed to the Streets 2
- 02. "Ten Four"
- 13. "Gas & Mud"

Migos - Rich Nigga Timeline
- 03. "Can't Believe It"
- 11. "Story I Tell"

### 2015
Migos - Yung Rich Nation
- 04. "Spray the Champagne"
- 08. "Just for Tonight" (feat. Chris Brown)
- 09. "Pipe it Up"
- 11. "Playa Playa"
- 12. "Cocaina" (feat. Young Thug)

Migos - Back to the Beo
- 05. "Rich Nigga Trappin"

Freddie Gibbs - Shadow of a Doubt
- 07. "Mexico" (feat. Tory Lanez)

Jeremih - Late Nights
- 09. "I Did" (feat. Feather)

### 2016
Migos - YRN 2
- 11. "Hoe On A Mission"
- 13. "Hate It Or Love It"

Drake - Views
- 08. "With You" (feat. PartyNextDoor)

Roy Woods - Waking at Dawn
- 06. "Switch"
- 08. "Why"

Travis Scott - Birds in the Trap Sing McKnight
- 07. "Sweet Sweet"
- 08. "Outside" (feat. 21 Savage)

24hrs - 12:AM
- 01. "Gucci Flame / 12:AM in the 6
- 02. "Twenty Revenge" (feat. Yo Gotti)
- 03. "Monster Truck"
- 04. "Jungle Gym"

Kid Ink - RSS2
- 02. "Before the Checks" (feat. Casey Veggies)
- 07. "Die in It"

PartyNextDoor e Jeremih
- 01. "Like Dat" (feat. Lil Wayne)[6][7]

Quavo
- 00. "Cuffed Up" (feat. PartyNextDoor)[8]
- 00. "My Pockets"

PartyNextDoor
- 00. "Buzzin" (feat. Lil Yachty)[9]
- 00. "Can't Let The Summer Pass"[10]

Rick Ross
- 00. "No U-Turns"[11]

Meek Mill - DC4
- 09. "Offended"

O.T. Genasis - Coke N Butter
- 04. "Feelings"

Murda Beatz - Keep God First
- 01. "Intro"
- 02. "M&Ms" (feat. Offset e Blac Youngsta)
- 03. "Scorin'" (feat. Playboi Carti e Offset)
- 04. "More" (feat. PartyNextDoor e Quavo)
- 05. "Yacht Master" (feat. Swae Lee e 2 Chainz)
- 06. "Novacane"
- 07. "She The Truth" (feat. Jeremih e Quavo)
- 08. "Drop Out" (feat. Jimmy Prime)
- 09. "Growth" (feat. Offset)
- 10. "Cappin' N Shit" (feat. Skooly e 2 Chainz)
- 11. "Brown Money" (feat. Jay Whiss)
- 12. "9 Times Out of 10" (feat. Ty Dolla Sign)
- 13. "Pop Off" (feat. Offset)
- 14. "Hunnids" (feat. Smoke Dawg)
- 15. "I Just" (feat. Quavo)
- 16. "Roller Coasters" (feat. 24hrs)

Young Thug
- 00. "I Might" (feat. 21 Savage)

Gucci Mane - The Return of East Atlanta Santa
- 08. "Yet"

### 2017
PnB Rock - GTTM: Goin Thru the Motions
- 14. "Ste Back" (feat. A Boogie wit da Hoodie)

Migos - Culture
- 05. "Get Right Witcha"

Wifisfuneral - When Hell Falls
- 05. "Hunnits, Fifties" (feat. Yung Bans)[12]

Various Artists – The Fate of the Furious: The Album
- 02. "Go Off" (performed by Lil Uzi Vert, Quavo e Travis Scott)

Drake – More Life
- 02. "No Long Talk" (feat. Giggs)
- 11. "Portland" (feat. Travis Scott e Quavo)

Kid Ink – 7 Series
- 01. "Supersoaka"

Meek Mill - Meekend Music
- 02. "Backboard" (feat. Young Thug)

Juicy J - Gas Face
- 09. "Leanin" (feat. Chris Brown e Quavo)

French Montana - Jungle Rules
- 11. "Push Up"

Tyga - BitchImTheShit2
- 07. "Bel Air" (feat. Quavo)

Aminé - Good for You
- 02. "Yellow" (feat. Nelly)

Bebe Rexha - All Your Fault: Pt. 2
- 01. "That's It" (feat. Gucci Mane e 2 Chainz)

Mozzy - 1 Up Top Ahk
- 10. "Outside" (feat. Lil Durk, Dave East e Lex Aura)

Quentin Miller
- 00. "Unexplained Freestyle"[13]

A Boogie wit da Hoodie - The Bigger Artist
- 02. "Undefeated" (feat. 21 Savage)

Gucci Mane - Mr. Davis
- 01. "Work in Progress (Intro)"

Yo Gotti - I Still Am
- 09. "One on One"
- 11. "Yellow Tape"

Roy Woods - Say Less
- 04. "Take Time" (feat. 24hrs)

Juicy J - Rubba Be Business
- 07. "Too Many"

G-Eazy - The Beautiful & Damned
- 11. Gotdamn

Travis Scott e Quavo – Huncho Jack, Jack Huncho
- 03. "Eye 2 Eye" (feat. Takeoff)
- 05. "Huncho Jack"
- 06. "Saint" (prodotta con Illmind)

### 2018
Prime Boys – Koba World
- 03. "Come Wit It"
- 04. "Street Dreams"
- 05. "Tinted"
- 06. "So What"
- 09. "Hold Me Down"

Migos – Culture II
- 11. Gang Gang
- 15. Beast
- 17. MotorSport (feat. Cardi B e Nicki Minaj)

Nipsey Hussle – Victory Lap
- 11. "Grinding All My Life"

Cardi B – Invasion of Privacy
- 13. I Do (feat. SZA)

Smokepurpp e Murda Beatz – Bless Yo Trap
- 01. "123"
- 02. "Big Dope"
- 03. "Do Not Disturb" (feat. Lil Yachty e Offset)
- 04. "Pockets"
- 05. "Good Habits"
- 06. "Mayo"
- 07. "Pray" (feat. ASAP Ferg)
- 08. "Bumblebee"
- 09. "Ways"
- 10. "For the Gang"

Nicki Minaj – Queen
- 17. Miami

6ix9ine – Dummy Boy
- 02. FEFE (feat. Nicki Minaj & Murda Beatz)
- 05. MAMA (feat. Nicki Minaj & Kanye West)
- 05. Forever Ever (feat. Young Thug e Reese Laflare)

Kris Wu – Antares
- 02. November Rain

Drake – Scorpion
- Lato B, 04. Nice for What

### 2020
Mulatto – Queen of da Souf
- 03. In n Out (feat. City Girls)
- 14. Queen

Ariana Grande – Positions
- 03. Motive (feat. Doja Cat)

YoungBoy Never Broke Again – Until I Return
- 05. Casket Fresh

Saint Jhn – While the World Was Burning
- 02. Switching Sides

Kodak Black – Haitian Boy Kodak
- 01. Round the Roses

### 2021
Ariana Grande – Positions (Deluxe)
- 16. Test Drive

Lil Baby e Lil Durk – The Voice of the Heroes
- 17. Make it Out

Migos – Culture III
- 04. Type Shit (feat. Cardi B)
- 07. Modern Day
- 13. Antisocial (feat. Juice Wrld)
- 17. Time for Me

## Riconoscimenti
- 2017 – Candidatura all'album dell'anno per Views ai Grammy Awards (con Drake)
- 2018 – Candidatura al brano dell'anno per Nice for What ai BET Hip Hop Awards (con Drake)
- 2019 – SOCAN International Achievement Award ai SOCAN Awards